# Scatella shewelli
Scatella shewelli är en tvåvingeart som beskrevs av Wayne N. Mathis och Zartwarnicki 1995. Scatella shewelli ingår i släktet Scatella och familjen vattenflugor. Inga underarter finns listade i Catalogue of Life.